# George W. Clark
George Whipple Clark , né le 31 août 1928 et mort le 6 avril 2023 à Boston, est un astronome et professeur émérite du Massachusetts Institute of Technology (MIT). À l'occasion de son départ à la retraite, le MIT l'a décrit comme « une figure centrale dans le développement de l'astrophysique des hautes énergies, particulièrement dans la conception, l'analyse et l'interprétation d'expériences pour l'étude des particules cosmiques de haute énergie et de sources célestes de rayons gamma et X,. »
George Clark est membre de l'Académie américaine des arts et des sciences ainsi que de l'Académie nationale des sciences.

## Biographie
George Clark obtient un baccalauréat de l'université Harvard en 1949 et un Ph.D. du MIT en 1952. Il y sera membre de la faculté de physique pendant 44 ans.
Il est d'abord enseignant à partir de 1952, puis professeur assistant (1954), professeur (1965) puis le Breene M. Kerr Professor of Physics à partir de 1985 jusqu'à sa retraite en 1996. Il poursuit ses recherches au Kavli Institute for Astrophysics and Space Research du MIT.
Dans les années 1950, Clark travaille avec Bruno Rossi et d'autres collaborateurs sur des expériences impliquant les rayons cosmiques.
En 1962, il obtient des bourses Fulbright et Guggenheim. En 1991, il reçoit le priz M.I.T. School of Science Teaching pour ses années de service et son cours Physics 8.13-14 (Experimental Physics).
Il reçoit le NASA Exceptional Scientific Achievement Award pour son travail,  avec le professeur Claude R. Canizares (en), sur un spectromètre Focal Plane Crystal au HEAO-2.